# Ariodante
Ariodante és una òpera italiana composta per Georg Friedrich Händel (HWV 33) entre el 12 d'agost i el 14 d'octubre de 1734. El llibret, d'autor anònim, es basa en Ginevra, principessa di Scozia, d'Antonio Salvi, basat al seu torn en els cants 5 i 6 de l'Orlando furioso, de Ludovico Ariosto.
Fou estrenada al Covent Garden, a Londres, el 8 de gener de 1735. L'òpera era acompanyada de ballets després de cada acte, però tingué un èxit limitat i només es tornà a representar, sense ballet, la temporada de 1736. En aquells moments, Händel havia de fer front a la forta competència de l'Opera of the Nobility, que tenia el suport del príncep de Gal·les i que aquella temporada havia reeixit contractar Farinelli per a l'Artaserse, de Johann Friedrich Hasse.
Malgrat l'èxit inicial limitat, va caure en l'oblit durant gairebé dos-cents anys. Una edició de la partitura es va publicar a principi de la dècada de 1960, des de la Hallische Händel-Ausgabe. En la dècada de 1970, l'obra va començar a ser reviscuda, i ha arribat ara és vista com una de les millors òperes de Händel. El 29 de març de 1971, la Societat Händel de Nova York el va estrenar a Nord-america de l'obra en una versió de concert amb la mezzosoprano Sophia Steffan en el paper principal i Judith Raskin com a Ginevra.
Charles Cudworth ha parlat de la influència de la música de ball francesa en l'òpera. Segons Winton Dean l'acte 2 de l'òpera, en la versió original, és l'únic acte d'una òpera de Händel que acaba amb recitatius acompanyats.

## Fons

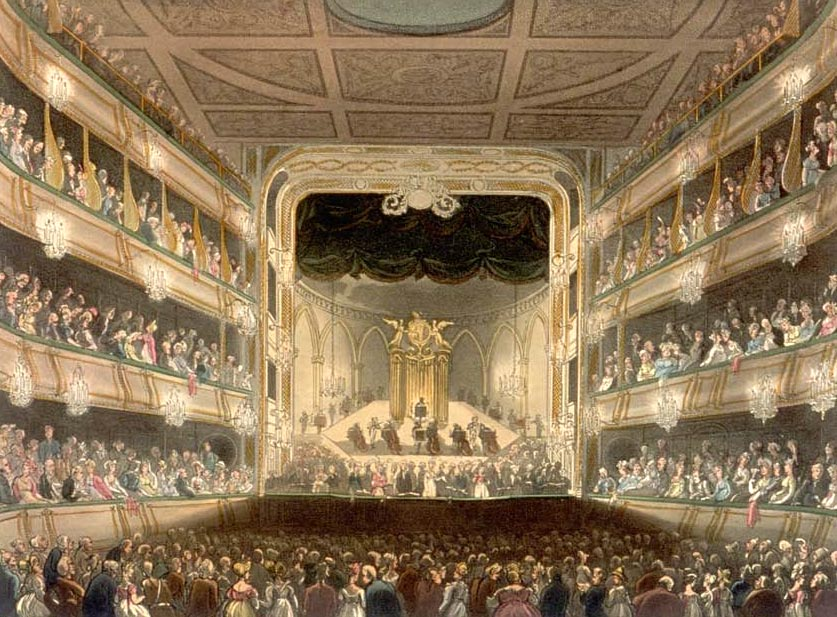
Interior del Teatre Covent Garden

Händel, d'origen alemany, havia portat l'òpera italiana als escenaris de Londres per primera vegada el 1711 amb l'òpera Rinaldo. Un èxit enorme, Rinaldo va crear una bogeria a Londres per a l'òpera seriosa italiana, una forma centrada aclaparadorament en àries en solitari per als cantants i estrelles virtuoses. Händel havia presentat noves òperes a Londres durant anys amb gran succés. Un dels principals atractius de les òperes de Händel va ser l'estrella castrato Senesino, la relació del qual amb el compositor era sovint tempestuosa i que finalment va deixar la companyia de Händel per aparèixer amb la rival Òpera de la Noblesa, creada el 1733. Händel es va traslladar a un altre teatre, el Covent Garden, i va contractar diferents cantants. El nou teatre del Covent Garden, dirigit per l'empresari John Rich, va afegir l'atracció d'una companyia de ballarins dirigida per la cèlebre Marie Sallé, de manera que les dues noves òperes de Händel per a 1735, Ariodante i Alcina, inclouen seqüències de dansa, per primera vegada a l'òpera de Händel per a Londres. Els cantants per als quals Händel va escriure Ariodante incloïen una jove soprano, Cecilia Young, amb qui no havia treballat abans, considerada pel musicòleg contemporani Charles Burney com la millor soprano anglesa de l'època, i el virtuós castrato Carestini, la sorprenent tècnica i l'enorme gamma vocal de la qual Händel va fer ús complet, especialment en l'escenografia. E vivo ancora? E senza il ferro? Oh Dei!... Scherza infida in grembo al drudo i en la jubilant i bravura Dopo notte, atra e funesta.

## Rols
| Rol                                                               | Tipus de veu          | Estrena, 8 Gener 1735    |
| ----------------------------------------------------------------- | --------------------- | ------------------------ |
| Ariodante, un príncep vassall                                     | mezzo-soprano castrat | Giovanni Carestini       |
| Ginevra, filla del rei d'Escòcia, Promesa amb Ariodante           | soprano               | Anna Maria Strada del Pò |
| Dalinda, assistent de Ginevra, secretament enamorada de Polinesso | soprano               | Cecilia Young            |
| Polinesso, Duc d'Albany                                           | contralt              | Maria Caterina Negri     |
| Lurcanio, germà d'Ariodante                                       | tenor                 | John Beard               |
| Rè di Scozia (rei d'Escòcia)                                      | baix                  | Gustavus Waltz           |
| Odoardo, favorit del rei                                          | tenor                 | Michael Stoppelaer       |

## Sinopsi
L'acció té lloc a Edimburg, a l'Escòcia medieval, en època llegendària. Ginevra, filla del rei, està enamorada i promesa del príncep Ariodante. Ella rebutja els avenços amorosos del duc d'Albany, Polinesso, que després enganya cruelment el pare d'Ariodante i Ginevra perquè cregui que Ginevra li ha estat infidel. Ariodante intenta suïcidar-se i Ginevra és condemnada, però després d'un desafiament a un duel de Lurcanio, germà d'Ariodante, el moribund Polinesso admet el seu complot i els amants es reuneixen.

## Acte I

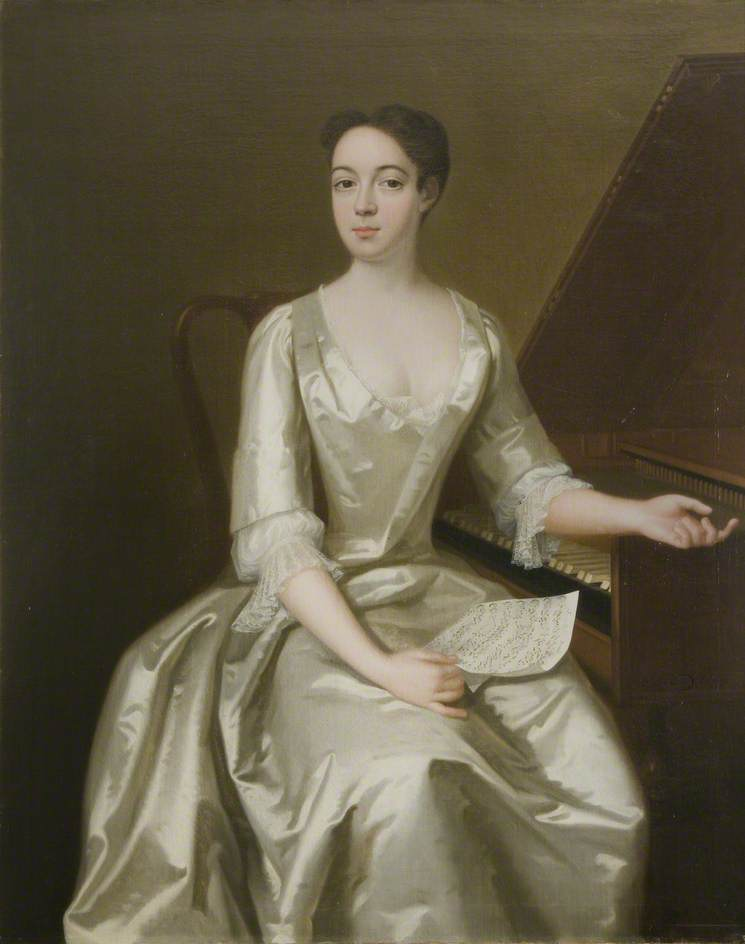
Anna Maria Strada, que va crear el paper de Ginevra, en un quadre de John Verelst (al voltant de 1732)

El gabinet reial, al palau
La princesa Ginevra, davant del mirall, es guarneix per fer-se bella per al seu estimat (Ària: Vezze, lusinghe). Polinesso, duc d'Albany, irromp a l'habitació i, pensant que tenir la filla del rei com a estimada avançaria les seves perspectives, li declara el seu amor. Ginevra el rebutja indignada (Aria: Orrida a gl'occhi miei) i marxa. Dalinda, que està secretament enamorada de Polinesso, l'avisa que el seu rival és el príncep Ariodante, però també li aconsella que només ha d'obrir els ulls per veure algú més que l'estimi (Aria: Apri le luci). Restant sol, Polinesso pot veure que Dalinda està enamorada d'ell i planeja utilitzar-la per frustrar el seu rival i guanyar-se Ginevra per a ell (Ària: Coperta la frode).
Els jardins reials
Ariodante canta com tota la natura li parla d'amor (Aria: Quì d'amor). Ginevra s'uneix a ell i es prometen el seu amor (Duet: Prendi, prendi da questa mano). El Rei s'uneix als amants, els dona la seva benedicció i ordena al seu cortesà Odoardo que faci els preparatius del casament (Ària: Voli colla sua tromba). Sol, Ariodante jura ser fidel a Ginevra (Aria: Con l'ali di costanza). Polinesso enclou la seva trama: diu a Dalinda que si ella es vesteix de Ginevra aquella nit i el convida als seus apartaments, ell serà seu (Aria: Spero per voi). Lurcanio, el germà d'Ariodante, s'apareix a Dalinda i li declara el seu amor (Aria: Del mio sol vezzosi rai), però ella ha perdut totalment el cor amb Polinesso (Aria: Il primo ardor).
Una vall encantadora
Ariodante i Ginevra gaudeixen de les belleses de la natura i de la companyia mútuament (Duet: Se rinasce nel mio cor). S'hi uneixen pastors i pastoretes (Duet amb cor: Si godete al vostro amor) que ballen per entretenir-los (Ballet).

## Acte II

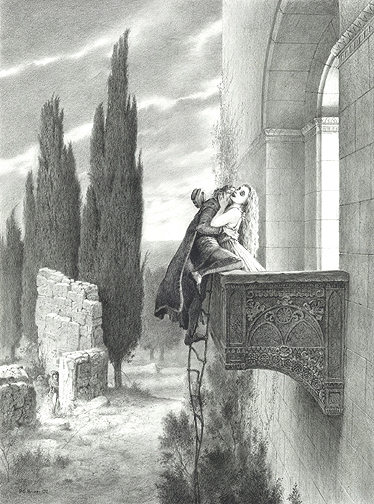
Dalinda disfressada de Ginevra admet Polinesso al seu dormitori, gravat de Gustave Doré

Al costat de ruïnes antigues, a la vista dels apartaments de Ginevra; clar de lluna;
Polinesso i Ariodante es troben; Polinesso fingeix sorpresa quan Ariodante li diu que està promès amb Ginevra, insistint que Ginevra l'estima. Ariodante es nega a creure-ho. Lurcanio, amagto observa tot això. Polinesso, diu a l'Ariodante que vegi com "Ginevra" –realment Dalinda amb la roba de Ginevra– admet Polinesso al seu dormitori per passar-hi la nit. Ariodante, desesperat vol morir (Aria: Tu preparati a morire), però Lurcanio surt de l'ombra i aconsella a Ariodante que visqui i que busqui venjança (Aria: Tu vivi). Ariodante lamenta tristament la (suposada) infidelitat de la seva estimada (Aria: Scherza infida). Quan comença el dia, Polinesso i Dalinda surten del palau. Polinesso promet que la recompensarà, per a la seva alegria (Aria: Se tanto piace al cor) i, en solitari, Polinesso s'exulta pel bon funcionament de la seva trama (Aria: Se l'inganno).
Una galeria al palau
Mentre el rei prepara els últims arranjaments per al casament de la seva filla, el cortesà Odoardo li porta males notícies: s'ha vist que Ariodante es suïcida llançant-se al mar. El rei té el cor trencat (Aria: Invida sorte avara). Apareix Ginevra, amb la premonició d'alguna calamitat que s'acosta (Aria: Mi palpita il core). Quan el seu pare li dona la terrible notícia, es desmaia i es deixa portar. Ara Lurcanio es presenta davant el rei, que intenta consolar-lo per la pèrdua del seu germà. El furiós Lurcanio, però, lliura al rei una carta dient-li que va veure com Ginevra admetia Polinesso a la seva habitació a la nit, cosa que va provocar que el seu germà se suïcidés, i Lurcanio ara està decidit a venjar-se'n (Aria: Il tuo sangue). El rei rebutja la seva filla i la condemna com a prostituta. Quan Ginevra ho sent, s'enfonsa en un deliri (Aria: Il mio crudel martoro) i tots els intents de Dalinda per consolar-la fracassen. Ginevra cau en un son agitat i alterat (Ballet dels bons i dolents somnis). Ella es desperta en angoixa (Recitativo accompagnato:Che vidi? oh Dei! misera me!)

## Acte III

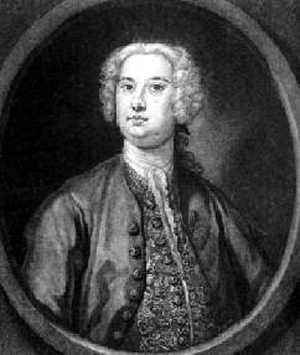
Giovanni Carestini, que va crear el paper d'Ariodante

Un bosc prop del mar
Ariodante sobreviu, i ara reprèn amargament els déus per haver-lo condemnat a viure (Arioso: Numi! lasciarmi vivere). En sentir crits, Ariodante troba Dalinda, que està detinguda per uns bergants contractats per Polinesso, amb ordres de matar-la, ja que és l'única testimoni del seu complot per desacreditar Ginevra. Ariodante allunya els sequaços de Polinesso, i Dalinda li revela la veritat: va ser ella, disfressada de Ginevra, qui va deixar entrar Polinesso al seu dormitori. Ariodante critica la traïció que el va fer dubtar de la seva estimada (Aria: Cieca notte). Sola, Dalinda expressa el seu remordiment (Aria: Neghittosi o voi che destino?).
Els jardins reials
El rei anuncia que no tornarà a veure la seva filla a menys que aparegui un campió per defensar el seu honor. Polinesso fa un pas endavant i s'ofereix a desafiar Lurcanio a un duel (Aria: Dover, giustizia, amor). Ginevra, condemnada a mort per culpable, es presenta davant el seu pare demanant que li sigui permès besar-li la mà (Aria: Io ti bacio). El seu pare l'abraça contra el seu pit, dient que ha aparegut un campió per defensar-la: Polinesso. No li agrada aquesta idea, però ell insisteix (Aria: Al sen ti stringo e parto). Ginevra prefereix la mort a la pèrdua del seu honor (Aria: Sì, morrò). Lurcanio torna a oferir el seu amor a Dalinda, i ella respon que s'inclina a acceptar-lo (Duet: Dite spera, e son contento).

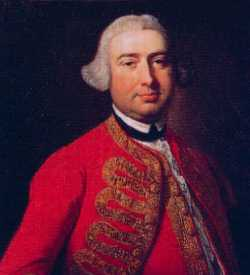
John Beard cerador del paper de Lucarnio

El camp de duel, el Rei al seu tron
Polinesso i Lurcanio lluiten, Lurcanio fereix mortalment Polinesso, que és endut per Odaordo. Apareix un nou campió amb la visera baixa. Es revela com a Ariodante, per a sorpresa de tots, i declara Ginevra innocent. Dalinda admet el seu paper a la trama. Odoardo torna amb la notícia que Polinesso, en morir, també va admetre la seva culpa. El rei perdona Dalinda i va a buscar la seva filla. Ariodante celebra amb alegria un nou dia brillant que s'aixeca després de nits de foscor (Aria: Dopo notte).
L'habitació on està empresonada Ginevra
Ginevra mira la mort a la cara (Arioso: Manca, oh Dei!). Però el pare i els altres apareixen i la declaren reivindicada. Es retroba amb el seu estimat Ariodante (Duet: Bramo aver mille vite).
La sala gran del palau. Una gran escala sostinguda per columnes; a la part superior de les escales músics tocant instruments de vent. El rei, els senyors i les dames baixen per l'escala. Comença el cor, mentre ballen els Senyors i les Dames.
Ogn'uno acclami bella virtute (Cor)... Ballo (Gavotte—Rondeau—Bourrée)... Sa trionfar ognor virtute in ogni cor (Cor).

## Característiques musicals
La música de la soprano principal, Ginevra, és "excepcional", segons Paul Henry Lang, passant de l'alegria a la desesperació i de nou a la felicitat. També cal destacar el duet "exquisit" per a ella amb Ariodante, Prendi, prendi da questa mano i la bella música pastoral que conclou el primer acte. Entre una sèrie d'àries notables per al paper principal, cantades en la primera actuació pel castrato Carestini, hi ha l'ària amb fagot "obligato" Scherza infida, "una de les àries més grans de Händel" i l'alegre "Dopo notte" amb unes acrobàcies vocals sorprenents. Per a Charles Burney, l'òpera "abunda de belleses i els traços d'un gran mestre".

## Historial de la recepció i actuació

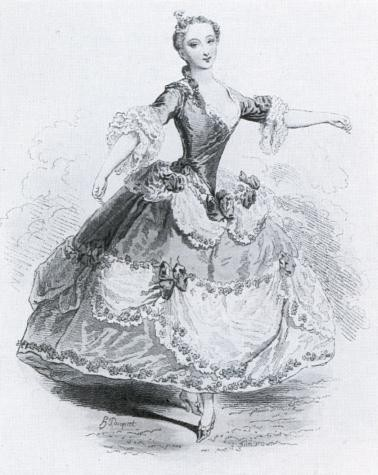
Marie Sallé, que va ballar a la producció original dAriodante

Ariodante es va representar en onze actuacions en la sèrie original, una marca d'èxit per a l'època, i va ser proposada de nou per Händel per a la temporada de 1736. Després es va quedar sense representar fins a un renaixement a Stuttgart el 1926. Dues actuacions a Birmingham, Anglaterra, el maig de 1964, amb Janet Baker en el paper principal i Anthony Lewis dirigint, van portar l'òpera al repertori modern, moment a partir del qual s'ha representat en molts teatres del món.
Entre altres actuacions, l'any 2014 es va estrenar a Ais una coproducció a quatre bandes entre el Festival d'Ais de Provença, la Canadian Opera Company, la Dutch National Opera d'Amsterdam i la Lyric Opera of Chicago.
The English Concert va oferir actuacions semiescenificades el 2017 als Estats Units i Europa, inclòs al Carnegie Hall, on es va rodar l'esdeveniment, i al Barbican Centre. El Salzburg Whitsun Festival va presentar una nova producció de Christof Loy el 2 de juny de 2017 amb Cecilia Bartoli com a Ariodante, Kathryn Lewek com a Ginevra, Sandrine Piau com a Dalinda, Christophe Dumaux com a Polinesso, Rolando Villazón com a Lurcanio i Nathan Berg com el rei.

## Enregistraments d'àudio
| Any                                                          | Repartiment: Ariodante, Ginevra, Dalinda, Polinesso, Lurcanio, Rei                                  | Direcció de l'orquestra                      | Segell                              |
| ------------------------------------------------------------ | --------------------------------------------------------------------------------------------------- | -------------------------------------------- | ----------------------------------- |
| 1978, gravació d'estudi realitzada a Brent Town Hall         | Janet Baker, Edith Mathis, Norma Burrowes, James Bowman, David Rendall, Samuel Ramey                | Raymond Leppard, English Chamber Orchestra   | Philips, Cat:6769 025               |
| 1995, en directe a Göttingen                                 | Lorraine Hunt, Juliana Gondek, Lisa Saffer, Jennifer Lane, Rufus Müller, Nicolas Cavallier          | Nicholas McGegan, Freiburg Baroque Orchestra | Harmonia Mundi, Cat:HMU 907146.48   |
| 1997, en directe a Poissy                                    | Anne Sofie von Otter, Lynne Dawson, Veronica Cangemi, Ewa Podleś, Richard Croft, Denis Sedov        | Marc Minkowski, Les Musiciens du Louvre      | Archiv, Cat:457 271–2               |
| 2000, en directe a Múnic                                     | Ann Murray, Joan Rodgers, Julie Kaufmann, Christopher Robson, Paul Nilon, Umberto Chiummo           | Ivor Bolton, Bayerisches Staatsorchester     | Farao Classics, Cat:B 108 030       |
| 2010, gravació d'estudi realitzada a Villa San Ferma, Lonigo | Joyce DiDonato, Karina Gauvin, Sabina Puertolas, Marie-Nicole Lemieux, Topi Lehtipuu, Matthew Brook | Alan Curtis, Il Complesso Barocco            | Virgin Classics, Cat:50999 07084423 |

## Enregistraments de vídeo
| Any                                          | Repartiment: Ariodante, Ginevra, Dalinda, Polinesso, Lurcanio, Rei                                | Direcció de l'orquestra                          | Direcció d'escena | Segell                                    |
| -------------------------------------------- | ------------------------------------------------------------------------------------------------- | ------------------------------------------------ | ----------------- | ----------------------------------------- |
| 1996, filmat a English National Opera        | Ann Murray, Joan Rodgers, Lesley Garrett, Christopher Robson, Paul Nilon, Gwynne Howell           | Ivor Bolton, English National Opera              | David Alden       | Arthaus Musik DVD cat. 100065             |
| 2007, filmat al Teatro Caio Melisso, Spoleto | Ann Hallenberg, Laura Cherici, Marta Vandoni Iorio, Mary-Ellen Nesi, Zachary Stanis, Carlo Lepore | Alan Curtis, Il Complesso Barocco                | John Pascoe       | Dynamic DVD cat. 33559                    |
| 2017, filmat al Salzburg Festival            | Cecilia Bartoli, Kathryn Lewek, Sandrine Piau, Christophe Dumaux, Rolando Villazón, Nathan Berg   | Gianluca Capuano, Les Musiciens du Prince-Monaco | Christof Loy      | Unitel Edition DVD/Blu-ray cat. A04050084 |